# Lemland
Lemland là một đô thị của Åland, một lãnh thổ tự trị của Phần Lan.
Đô thị này có dân số 1.773 người (thời điểm năm 2007) và diện tích 112,31 km² (excluding the sea) trong đó có 0,74 km² là mặt nước nội địa. Mật độ dân số là 15,9 người trên mỗi km².
Dân đô thị này chỉ sử dụng tiếng Thụy Điển. Trước đây, tên đô thị này là "Lemlanti" trong các tài liệu bằng tiếng Phần Lan .